# 田家寨乡
田家寨乡是中国陕西省榆林市府谷县下辖的一个乡。

## 行政区划
田家寨乡下辖以下行政区：
田家寨村、刘沙坬村、苏庄则村、李岔村、张圪崂村、尧渠村、南门村、东沟村、石庙梁村、苏家坬村、刘家畔村、王沙峁村、武家坡村、房塔村、张石畔村、水口村、兴旺庄村、上阳庄村、胡家沟村、碑好湾村